# メルキト

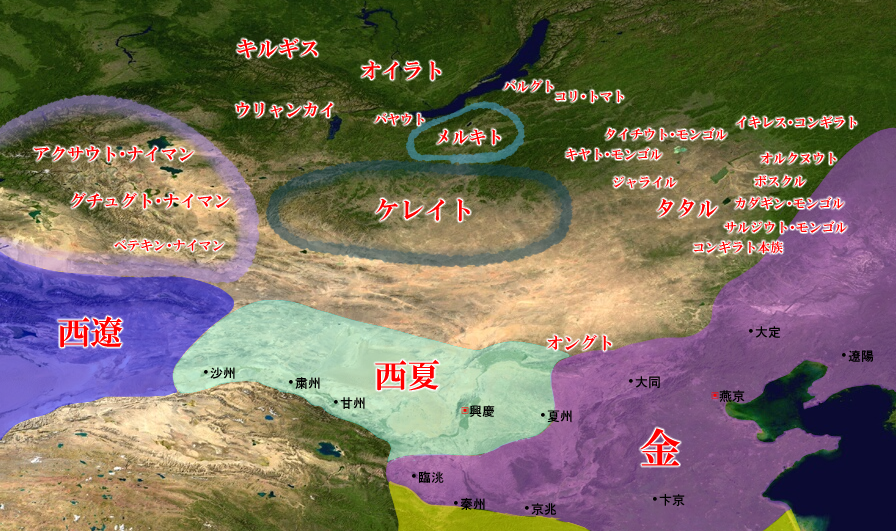
12世紀のモンゴル高原の諸部族

メルキト（英語: Merkit、モンゴル語: Мэргид、Mergid ）は、モンゴル帝国以前の時代にモンゴル高原北部から東南シベリアにかけての地域に割拠していた遊牧民の部族集団。唐代の記録に現れる「弥列哥」がその初出と考えられる。遼金時代には密児紀、梅里急などと書かれ、モンゴル帝国時代には『元史』などの漢語表記では滅里吉、『元朝秘史』では蔑児乞惕、『集史』などのペルシア語表記では مركيت Markīt としている。その居住地はバイカル湖の南の地域を中心とし、南にはケレイト、東にはモンゴルと接していた。

## 歴史

### 木馬突厥三部落
『新唐書』回鶻伝下において、メルキトは弥列哥という名で初出し、木馬突厥三部落のひとつとして紹介されている。木馬突厥三部落とは、都播（トゥバ），弥列哥，餓支の三部族で、黠戛斯（キルギス）の東に住み、各酋長は頡斤（イルキン Irkin）の称号を帯びていた。「木馬突厥」の由来は、彼らが氷の上を木馬に乗って滑走したり、スキーのようなもので移動したりすることから名づけられた。この頃は堅昆（キルギス）に役属していた。
また、北宋の時代に王廷徳という人物が高昌（トゥルファン）に至る旅程の記録を『使高昌記』に纏めており、その中で屋地因族・達干于越王子族・拽利王子族という集団を紹介している。趙琦は屋地因（udyin）がウドイト（Uduyid）メルキトの前身で、「合羅川」を有するとされる拽利王子族は「カラジ・ケエル（qaraǰi kee`r）」を牧地とするカアト（Qa'ad）メルキトの前身、屋地因と親族関係にある達干于越王子族は消去法からウアス（U'as）メルキトの前身であると推定する。この推定が正しければ、『使高昌記』中で「達干于越王子族は九族達靼の中でもっとも尊き者である」とも記されることから、メルキトの前身は10世紀末に九族達靼＝九姓タタルに属する部族集団であったと考えられる。

### トクトア以前のメルキト
のちのチンギス・カンことテムジン在世中にウドイト・メルキト部族連合を統括・支配していたのはトクトア・ベキ(Toqto'a Beki < Toqtoγa Beki/Tūqtāy Bīkī)という人物であった。『集史』「メルキト部族誌」および「チンギス・カン紀」などによれば、トクトア・ベキの父はトゥドゥウル・ビルゲ・テギン(Tūdū'ūr bīlga tīkīn)と言い、メルキト部族を統合してキヤト・モンゴル氏族の始祖カブル・カンや、チンギスの大叔父であったクトラ・カン、ケレイト部族のオン・カンの祖父マルクズ・カンらを敗ってモンゴル高原東方をメルキトの支配下においたほどの強大な王者であったらしい。おそらく彼の時にメルキトはモンゴル及びケレイトを一時的ながらも潰滅させたらしい。

### メルキト部族の「帝王」トクトア・ベキ
トクトアは父の偉業を継ぐ形で、メルキトの勢力をモンゴル諸部族やケレイト、さらに東方のコンギラト部族になどにも自らの影響力をおよぼそうと努めていた。『集史』「メルキト部族誌」ではメルキト部族について、「軍勢も多数あり戦争にあっても力強い強大な部族であった」と述べている。また『集史』ではトクトアに対してケレイトのオン・カンやナイマンのタヤン・カン、グチュルク・カンなどと並び「メルキト部族の帝王（パーディシャー）」と呼び、かれの地位を「王位（パーディシャーヒー）」とさえ呼んでいる。

### モンゴル・ケレイトとの戦い
1197年、テムジンとオン・カンの同盟軍はメルキトに対し遠征した。この戦いでメルキトの一氏族がセレンガ川付近のモナチャという地方で敗れたので、テムジンはこの先勝によって得た戦利品をことごとくオン・カンに手渡した。この援助によって窮境から立ち直ったオン・カンは翌年（1198年）、テムジンに相談することなく、新たにメルキトを遠征するに足りる兵力を集めることができた。オン・カンはメルキトをブウラ・ケエルの地で破り、トクトアの子のトクズ・ベキを殺し、その一子チラウン、弟のクドを捕え、その家族と家畜を奪ったが、テムジンにはこれらの戦利品を何も分配しなかった。この侵略によってトクトアはセレンガ川のかなたの地方、バイカル湖の東側にあるバルグジン・トグムの地方へ逃亡した。
トクトアはすでに2人の弟、クトとオルチャンをタイチウト氏族のもとへ派遣し、自分のために兵を挙げるよう乞うていたが、ようやくタイチウト氏族の有力な首領、アンクゥ・アクチュウ，クリル，クドダル，タルグタイ・キリルトクらは大砂漠の中に集合した。
オン・カンとテムジンは1200年の春、サアリ平原で会見し、タイチウト氏族を攻撃することに一致し、これを破った。クドダルとタルグタイは追撃を受けて、ウレンウト・トラスという地で捕えられて殺された。タルグタイを殺したのはスルドス氏族のソルカン・シラの子チラウンであった。この戦争の張本人であるアンクゥ・アクチュウはトクトアの両弟と一緒にバルグジンへ逃げ込み、クリルはナイマン部族のもとへ難を避けた。
テムジンは女真領土の境界に臨むチェケチェルで越冬した。この地で冬をすごしたのち、テムジンは自分に対し連合して攻めてきた諸部の首領たちを攻撃したが、それらの首領とはメルキト族のアラク・ウドル，タイチウト氏族のキルカン・タイシ，タタル部族のチャクルとカルバカルらで、すべて勇気と野心には恐るべきものがあった。テムジンはこれらをダラン・ネムルゲス平野で攻めて勝ち、その所有物を略奪した。モンゴル族の支配権を手に入れようと熱望していた首領たちは少なくなかった。この競争者はキヤト・ジュルキン氏族の王公サチャ、ジャディラト氏族の首長ジャムカ、テムジンの弟ジュウチ・カサル、アラク・ウドルであったが、最後にその競争相手の中で最も有能で最も幸福であったテムジンは自分の弟（ジュウチ・カサル）を除くすべてをついに倒した。

### 反テムジン連合
メルキトの王、トクトアはバルグジンから帰って、モンゴルの王テムジンを攻めようとしたが、再び敗北した。トクトアはそのころ、ナイマン王（タヤン・カン）の弟ブイルク・カンに援助を求めたところ、その軍旗の下にドルベン，タタル，カタキン，サルジウト，オイラトの諸部族が集合したが、これらの部族は以前の敗戦の仇を討たねばならなかったのであり、この多数の軍隊は1202年の秋、オン・カンとテムジンに対して進軍した。オン・カンとテムジンはウルクイ河畔を去り、中国皇帝の国境に近いカラウン・ジドン山の方向へ退却した。敵軍はそこへ追跡してきて、この山脈の中に入ったが、そこで激しい大吹雪と厳しい寒気に遭い、多くの人々の手足が凍った。やがて暗夜となり、その中で人馬もろとも絶壁の麓に転がり落ちた。その軍隊はこの隘路から脱出したときには惨めな状態になっていて、敵を追撃することを断念しなければならなかった。
1204年秋、テムジンはナイマンに進軍を開始した。タヤン・カンはアルタイ山より出発し、カンガイ山の麓に本陣を置いた。その軍旗のもとに集合したのはメルキト部族の王トクトア，ケレイト部族の一首領アリン・タイシ，オイラト部族の王クドカ・ベキ，ジャディラト氏族の首領ジャムカ，そのほかにドルベン，タタル，カタキン，サルジウトの諸部族であった。モンゴルとナイマンはやや広々とした渓谷で格闘した。勝敗は久しく決しなかったが、日の沈むころナイマンは遂に逃走し始め、ナイマン王タヤン・カンはこの戦いで戦死した。この戦役の後、タタル，ドルベン，カタキン，サルジウトの諸部族は戦勝者であるテムジンに降伏した。しかしメルキト族はこれにならうことを欲せず逃走した。タヤンの子グチュルクはその叔父ブイルク・カンのもとに身を寄せ、メルキトの首長トクトアもまたそこへ行って保護を求めた。テムジンはメルキトを追撃し、ダイル・ウスンを首長とするウアス氏族にまず追いついた。ウアス氏族はタル河畔に留まり、交戦する意志のないことを声明した。ダイル・ウスンはテムジンのもとへ赴き、その娘のクランを差し上げたいと申し出て、また自分の部族が馬群と家畜が欠乏しているので従軍できないことを陳情した。テムジンはウアス氏族を百人あての中隊に分割することを命じ、一人の司令官を任命し、輜重の付近に配属させた。テムジンの出発後、これらの部隊が反乱し、軍需物資を掠奪し始めた。行幸の護衛に当たっていたモンゴル兵士は集合して彼らを撃退し、掠奪されたものを取り返すことに成功した。そこでこれらの叛徒は命がけで逃走した。
一方、タイカル・クルガンと呼ばれる要塞に避難していたウドイト氏族は降伏して捕虜となることを余儀なくされ、メルキト部族の残りの三氏族であるモデン，トダクリン，ジウンの各氏族も続いて同じ運命に遭った。次いでテムジンは、セレンガ河畔に位置するクルゥ・カプチャル城塞に籠城していたダイル・ウスンの氏族に対して兵を向けたが、この氏族も同じく武器を棄てねばならなかった。

### トクトアの死
1206年、クリルタイの散会後、チンギス・カン（テムジン）はタヤン・カンの位を襲名したその弟ブイルクに対して進軍し、テュルク人がウルグ・タグすなわち大山と呼ぶ山地の付近にあるショゴクの近くで、狩猟中のブイルクを奇襲した。ブイルクは殺され、その家族、家畜および全財産はチンギス・カンの手中に入った。彼の甥で、タヤン・カンの子であるグチュルクはメルキトの王トクトアとともに、イルティシュ河の流れる地方へ逃走した。
チンギス・カンは1208年の夏をそのユルトすなわち直轄地で過ごした。その秋、グチュルクとトクトアを討つためにイルティシュ河へ向かって進軍した。その途中、チンギス・カンはクドカ・ベキの指揮するオイラト族に遭遇したが、クドカ・ベキは抵抗する力なく、降伏の決心を定め、その軍隊を増強して、自らチンギス・カンの案内役をつとめた。グチュルクとトクトアはジャム河付近で攻撃を受けた。トクトアは戦死し、その弟とその子はウイグルの領土（天山ウイグル王国）へ逃走した。グチュルクもまた幸いにして身をもって免れ、ビシュバリクを経由してクチャ地区へ至り、そこからトルキスタンのグル・カンの朝廷（カラ・キタイ）へ赴いた。

## 言語系統
起源的には南サモエードの系統をひくものと思われ、後にテュルク化し、さらにモンゴル化したものと思われる。ラシードゥッディーンの『集史（ジャーミウ＝ッタワーリーフ Jāmiʿ  al-Tawārīkh ）』第一巻「部族篇（テュルク・モンゴル諸部族誌）」においても、テュルク・モンゴル系などの遊牧諸部族を4つのグループに分類しているが、そのうち第2章の分類「現在（14世紀）はモンゴルと呼ばれているが、以前はそれぞれの別名や呼称を持ち、独立した首長を持っていたテュルク諸部族」の中にメルキトの名が挙げられている。

## 構成氏族
モンゴル帝国成立後にまとめられた歴史物語である『元朝秘史』において、メルキト族は常に「三つのメルキト」（γurban Merkid/qurban Merkid）と記されているように、3つの氏族によって構成されていた。
- ウドイト(Uduyid 兀都亦惕)・メルキト
- ウアス(U'as/Uwas 兀洼思)・メルキト
- カアト(Qa'ad 中合阿惕)・メルキト

しかし、ラシードゥッディーンの『集史』「メルキト部族誌」では、ウドイト(Ūdūyūt/Ūdūyit)・メルキトをメルキト全体の名と見て、その中に4つの氏族名を挙げている。
- ウハズ(Ūhaz/Ūhāz)…『元朝秘史』のウアス・メルキト(Uqas < Uhas < U'as)
- モデン(Mūdān < Mödēn)…ポール・ペリオの考証によると、『聖武親征録』にある「麦古丹」(Megüden > Mȫdēn)。
- トダクリン(Tūdāqlīn/Tōdāqlīn)…ポール・ペリオの考証によると、タタル族のトトクリウト(Tūtūqlī'ūt)氏と同じ語源のもので、「都督」のモンゴル語的複数形であり、『元史』にある「脱脱憐」などにあたる。
- ジウン(Jī'un < J̌i'un)…『元史』巻120 鎮海伝にある「只温」にあたるもの、あるいは『元史』巻117 牙忽都伝にある「察渾」(Čaqun > Ča'un > J̌i'un)にあたる。

## おもな指導者
ウドイト・メルキト
- トゥドゥウル・ビルゲ・テギン(Tūdū'ūr-bīlge-tēgīn)…トクトアの父
- トクトア・ベキ(Toqto'a < Toqtoγa,Tōqtā,脱黒脱阿,脱脱)

ウアス・メルキト
- ダイル・ウスン(Dayir Usun,Ṭāīr Ūsūn)[注 5]

カアト・メルキト
- カアダイ・ダルマラ(Qa'adai Darmala)